# Radikal 7
Das Radikal 7 mit der Bedeutung „zwei“ ist eines von 23 traditionellen Radikalen der chinesischen Schrift mit zwei Strichen.
Mit 14 Zeichenverbindungen in Mathews’ Chinese-English Dictionary kommt es relativ selten im Wörterbuch vor. Im Kangxi-Wörterbuch sind es ebenfalls nur 29 Schriftzeichen, die unter diesem Radikal zu finden sind.
Manchmal ist dieses Radikal leicht im Zeichen zu erkennen wie in 些 (= einige), bisweilen aber, wenn es auseinandergerissen ist, auch nicht so leicht wie in 五 (= fünf).
Das Piktogramm zeigt zwei Striche, die verschieden interpretiert werden können: als Zeichen im Sand, als Kerben an einem Stück Holz oder als Striche einer Nummerierung.
Für dieses Zeichen gibt es eine so genannte Großschreibung 贰, zum Beispiel auf Schecks, um eine Fälschung in 三 (drei) zu verhindern.
Das Zeichen ist ähnlich dem Katakanazeichen ニ „ni“.

## Schriftzeichenverbindungen, die vom Radikal 7 regiert werden
| Striche | Zeichen           |
| ------- | ----------------- |
| +0      | 二                |
| +01     | 亍 于 亏 亐       |
| +02     | 云 互 亓 五 井 亖 |
| +03     | 亗                |
| +04     | 亘 亙 亚          |
| +05     | 些 亜             |
| +06     | 亝 亞 亟          |

 Im Unicodeblock Kangxi-Radikale ist das Radikal 7 unter der Codepointnummer 12.038 (U+2F06) codiert.